# Podzakonski akt
Podzakonski akt je pravni akt z nižjo stopnjo veljave od zakona.
To pomeni, da:
- mora biti sprejet in izvajan v skladu s postopkom, ki ga postavi zakon (postopkovna zakonitost) in
- njegova vsebina mora biti v skladu z zakonom

Podzakonski akt sprejme državni organ, organ lokalne skupnosti ali nosilec javnega pooblastila (glej javno pravo), in sicer:
- podzakonski akti državnih organov
  - uredbe in sklepi vlade
  - navodila, pravnilniki ministrstev
  - upravne odločbe in sklepi upravnih enot, inšpektoratov in drugih organov v sestavi ministrstev, ter javnih agencij, javnih skladov in javnih zavodov, ter javnih podjetij
  - splošni akti za izvrešvanje javnih pooblastil od nosilec javnih pooblastil
  - sodbe in sklepi sodišč
  - in še kaj

Za sprejetje je načeloma potrebno izrecno zakonsko pooblastilo.
Varstvo proti podzakonskemu aktu je odvisno od tega, ali je konkretni ali splošni:
- zoper splošne akte presoja ustavnosti in zakonitosti
- zoper konkretne pravne akte najprej pritožba ali drugo enakovredno redno pravno sredstvo, nato še izredna pravna sredstva, nato ustavna pritožba.